# Teorema de la probabilidad total

Demostración visual del teorema de la probabilidad total para el caso n = 4.

El teorema de la probabilidad total afirma lo siguiente:
| Sea {\displaystyle A_{1},A_{2},...,A_{n}} una partición sobre el espacio muestral y sea {\displaystyle B} un suceso cualquiera del que se conocen las probabilidades condicionales {\displaystyle P(B\|A_{i})}, entonces la probabilidad del suceso {\displaystyle B} viene dada por la expresión: {\displaystyle P(B)=\sum _{i=1}^{n}P(B\|A_{i})P(A_{i})} |

## Demostración
Por hipótesis tenemos una partición {\displaystyle A_{1},A_{2},\ldots ,A_{n}} del espacio muestral {\displaystyle \Omega }.
Por lo tanto el suceso {\displaystyle B} se puede escribir como
{\displaystyle B=(B\cap A_{1})\cup (B\cap A_{2})\cup \cdots \cup (B\cap A_{n}).}
ahora bien, los conjuntos {\displaystyle B\cap A_{i}} son disjuntos dos a dos , ya que en caso contrario los {\displaystyle A_{i}} tampoco
lo serían. En consecuencia
{\displaystyle P(B)=P(B\cap A_{1})+P(B\cap A_{2})+\cdots +P(B\cap A_{n}).}
Por último, se sabe que {\displaystyle P(C\cap D)=P(C|D)P(D)} para cualesquiera sucesos {\displaystyle C} y {\displaystyle D}. Luego
{\displaystyle P(B)=P(B|A_{1})P(A_{1})+P(B|A_{2})P(A_{2})+\ldots +P(B|A_{n})P(A_{n})=\sum _{i=1}^{n}P(B|A_{i})P(A_{i}),}
que era lo que se quería demostrar.